# Kanato de Bujará
El Kanato de Bujará o Janato de Bujará (en persa: خانات بخارا; en uzbeko: Buxoro Xonlig) fue un estado de Asia Central que existió desde comienzos del siglo XVI hasta finales del siglo XVIII. La ciudad de Bujará se convirtió en la capital durante el reinado del Kan Ubaydallah (1533–1540), y su máximo apogeo fue durante el reinado del Kan Abdullah II.

## Dinastía Shaybánida
La dinastía Shaybánida gobernó el Kanato durante los primeros 98 años del Estado, desde su fundación en el año 1500 hasta casi el fin del siglo XVI, en el año 1598. Durante esta época la capital Bujará se convirtió en un centro cultural de las artes, la caligrafía e incluso de la educación.
Aparte de la publicación de bastantes libros, muchos de ellos sobre historia, se instituyó una red de escuelas donde los hijos de las familias de las clases superiores enviaban a sus hijos a recibir una educación elemental, que comenzaba a la edad de seis años. Dos años después se les consideraba listos para ingresar en la madrasa, cuyo plan educativo constaba de tres ciclos de siete años de duración cada uno, con lo que la duración completa de los estudios era de veintiún años. Los alumnos estudiaban teología, aritmética, leyes, lógica, música y poesía. Este sistema educativo ejerció una positiva influencia en el desarrollo de las lenguas persa y uzbeka, así como por otro lado la evolución de la literatura, las ciencias, las artes y las técnicas aplicadas.

### Ascenso de Muhammad Shibani

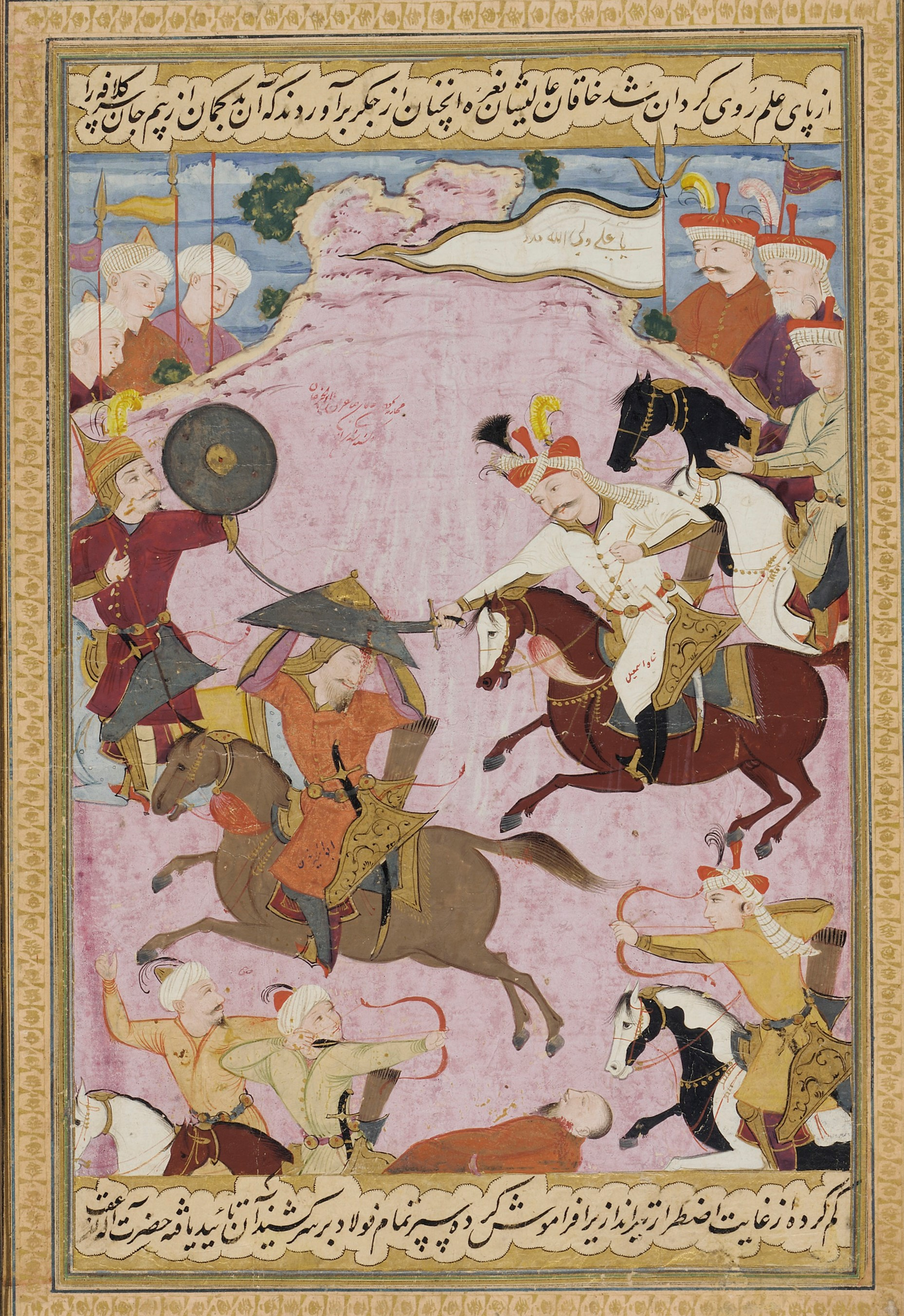
La Batalla de Merv, librada entre el sah Ismaíl I y el jan Muhammad Shaybani en 1510.

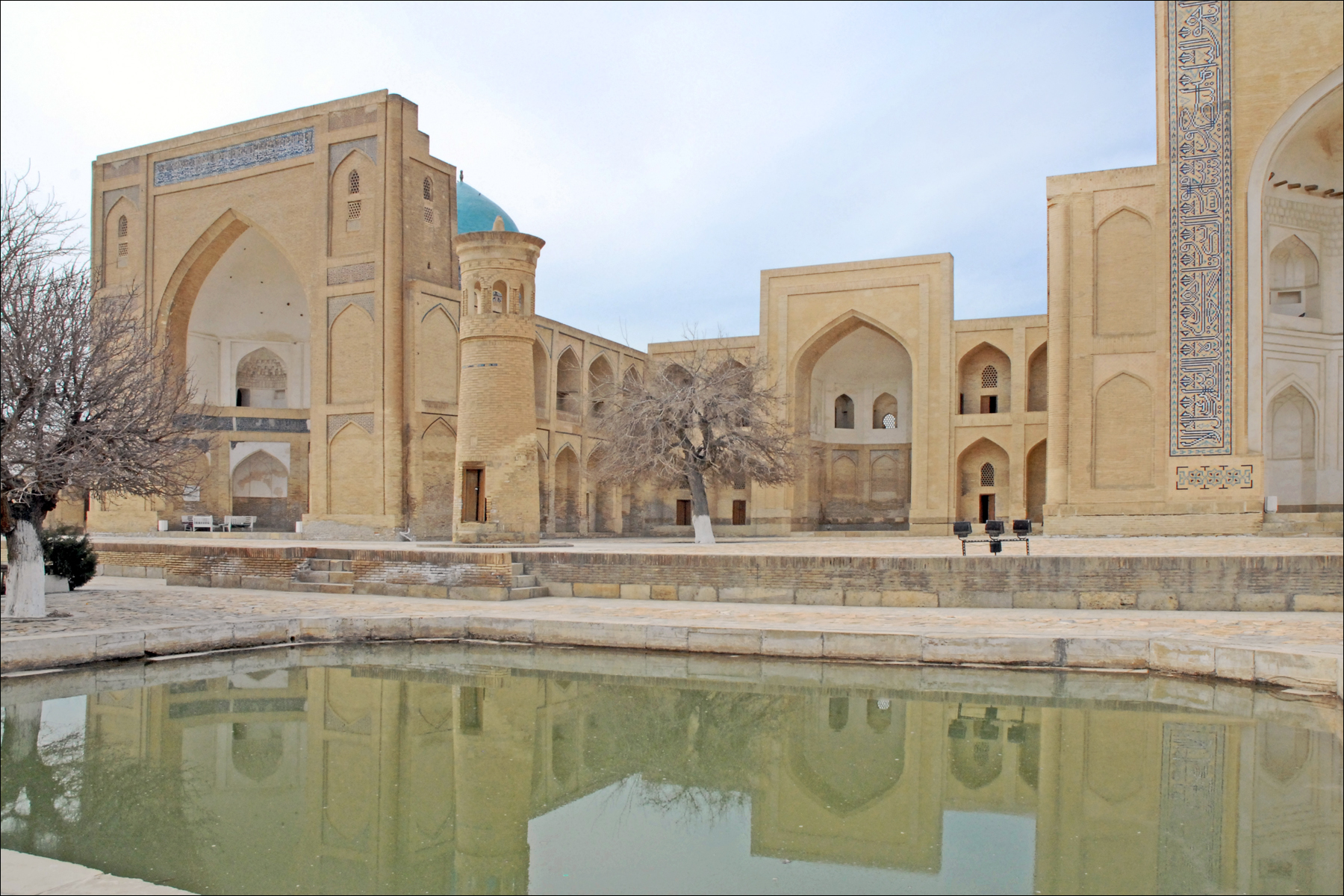
Complejo conmemorativo de Chor Bakr, Bujará

La primera dinastía que gobernó el janato fue la dinastía Abu'l-Khayrid, que reinó desde 1500 hasta 1598. Eran una rama de los shibánidas y afirmaban descender de Gengis Kan a través de su hijo Jochi. El antepasado de los gobernantes Abu'l-Khayrids, Abul Khair Khan, estableció un imperio que en el momento de su muerte en 1469 se extendía desde Siberia hasta el río Sir Daria. Controlaba las ciudades de Sighnaq, Suzaq, Arquq, Uzgen, y Yassi a lo largo del Sir Daria. Sin embargo, las tribus uzbekas siguieron siendo nómadas, viviendo una vida en la estepa, y Abul Khair Khan no tenía ningún interés en conquistar las tierras de Transoxiana o Jorasán. Tras su muerte, su imperio se dividió en pequeñas unidades dirigidas por sultanes y jefes tribales. Una de estas unidades estaba liderada por Muhammad Shibani, nieto de Abu'l Khayr. Estaba bien educado, tenía un gran intelecto militar y deseaba conquistar para sí las tierras sedentarias de Mawarannahr.
En la década de 1490 Muhammad Shibani arrasó Asia Central y conquistó Samarcanda, Bujará, Taskent y Andijan entre 1500 y 1503. Uno de sus enemigos más feroces fue Zahir ud-Din Muhammad Babur, príncipe timúrida del Ferghana. Consiguió ocupar brevemente Samarcanda de manos de Muhammad Shibani, e intentó tomarla en otras dos ocasiones. Un punto de inflexión en el conflicto entre ambos fue la Batalla de Sar-i Pul en la primavera de 1501, que se saldó con la derrota de Babur.
En 1505 Muhammad Shibani tomó Urgench tras un asedio de 10 meses, lo que dio lugar a la anexión de Khwarazm. El gobernante de Herat, Sultán Husayn Bayqara, intentó lanzar una campaña a Transoxiana, pero resultó abortada. Cuando decidió salir al campo de batalla, ya no era capaz de dirigir el ejército. En 1506 murió y le sucedieron sus dos hijos (Badi' al-Zaman Mirza y Muzaffar Husayn Mirza). A pesar de sus diferencias, acordaron formar un ejército conjunto contra los uzbekos. Reunieron sus fuerzas a lo largo del río Murghab, aliándose con Babur para aplastar a Muhammad Shibani. En 1506 Shibani capturó Balkh, y la fuerza timúrida aliada se desintegró por sí sola. Finalmente en 1507 pudo tomar Herat y el resto de las tierras timúridas. Para entonces expulsó a los timúridas de Kunduz, Balkh, Jorasán, Khwarazm, y otras regiones y las incorporó a su imperio.
Sin embargo, Shah Ismaíl I del recién fundado Imperio safávida, deseoso de conquistar para sí las tierras timúridas y enfurecido por el acérrimo sunismo de Shibani, invadió Jorasán y mató a Mohammad Shibani en las afueras de la ciudad de Merv en 1510. Jorasán y Khwarazm fueron conquistados por Irán y Samarcanda se perdió brevemente a manos de Babur en 1512. Sin embargo, no pudo establecer su presencia allí durante mucho tiempo y pronto los uzbekos pudieron recuperar su territorio perdido. Sin embargo, Khwarazm se independizó definitivamente, convirtiéndose en el Kanato de Jiva. Fue gobernado por los arabshahíes, otra rama de los shibánidas. Khwarazm fue conquistado brevemente por Ubaydullah Khan (1533-1539), pero poco después volvió a ser independiente.

## Dinastía Janid

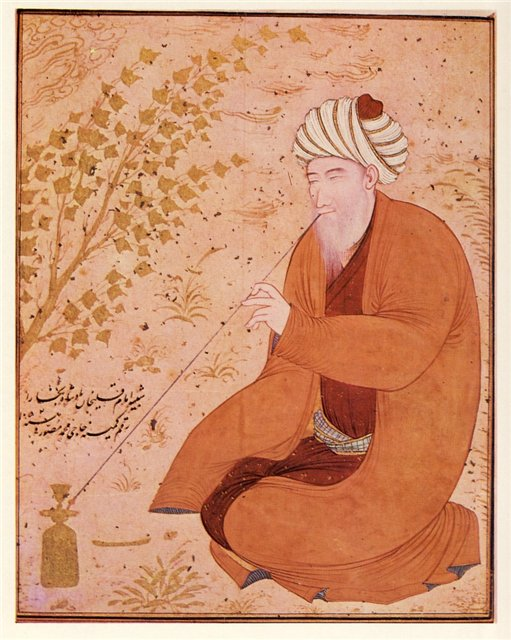
Imam Quli Khan, el gobernante del Janato de Bujarán de 1611 a 1642.

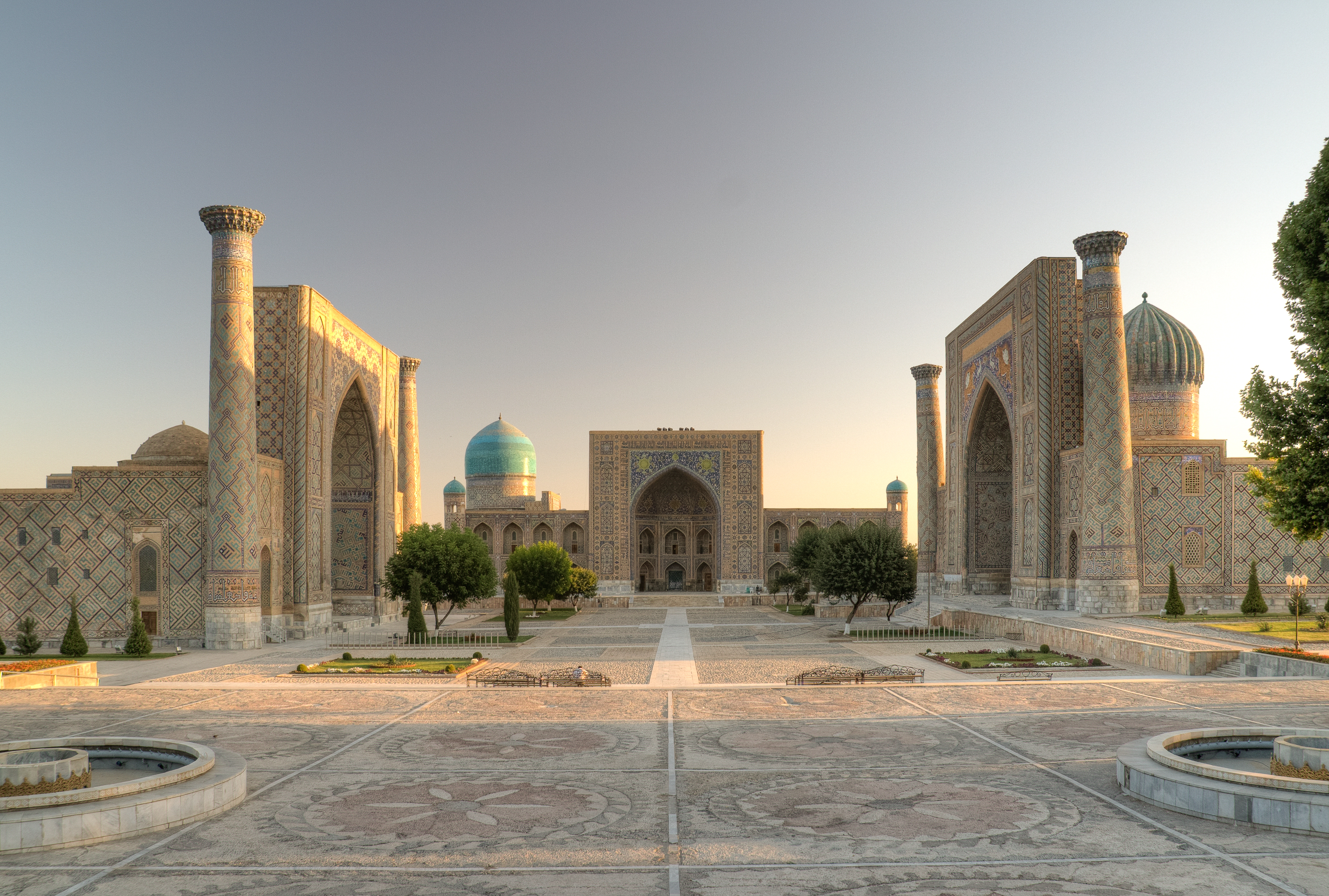
El Registan y sus tres madrasas. De izquierda a derecha: Madraza Ulugh Beg, Madraza Tilya-Kori y Madraza Sher-Dor.

La dinastía janí (descendientes del Astracánidas) gobernó el Janato desde 1599 hasta 1747. Yar Muhammad y su familia habían escapado del Astracán después de que Kayitarkán cayera en manos de los rusos. Tuvo un hijo llamado Jani Muhammad que tuvo dos hijos llamados Baqi Muhammad y Vali Muhammad Khan de su esposa, que era hija del último gobernante shaybaní.
El hijo del sultán Din Muhammad - Baqi Muhammad Khan derrotó en 1599 a Pir Muhammad Khan II, que había perdido su autoridad. Se convirtió en el verdadero fundador de una nueva dinastía de Janíes o Ashtarkhaníes en el Janato de Bujará (1599-1756). Boqi Muhammad Khan, a pesar de su corto reinado, llevó a cabo reformas administrativas, fiscales y militares en el país, que contribuyeron a su posterior desarrollo. Emitió monedas con la inscripción Baqi Muhammad Bahadurkhan y los nombres de los cuatro primeros califas.
Durante este período, el poeta uzbeko Turdy escribió poemas críticos y llamó a la unidad de 92 pueblo uzbeko tribal. El poeta uzbeko más famoso es Mashrab, que compuso una serie de poemas que siguen siendo populares hoy en día. En el siglo XVII y principios del XVIII se escribieron obras históricas en persa. Entre los historiadores famosos, cabe destacar a Abdurahman Tole, Muhammad Amin Bujari, Mutribi.
En las fuentes de la segunda mitad del siglo XVII, la expresión "92 tribus uzbekas" se utiliza en relación con la parte de la población del Janato de Bujará.
Tras el asesinato de Ubaydullah Khan el 18 de marzo de 1711, el estado de Bujará se desintegró en múltiples principados diferentes. Según Chéjovich, sólo los distritos de Qarakul, Wardanzi, Wabkent, y Gijduvon estaban bajo el nuevo kan bujaraní, Abul-Fayz. Otras fuentes informan de que su autoridad no se extendía más allá de la ciudadela de Bujará.

## Decadencia de los Janíes y toma del poder por los Manghit
Los astracánidas fueron sustituidos por la dinastía Manghit uzbeka, cuyos miembros gobernaron Bujará hasta 1920.
El comienzo del fortalecimiento de la influencia política de los representantes de la aristocracia Manghit uzbeka en el Janato de Bujará se remonta a principios del siglo XVII. Pero el verdadero crecimiento de su poder se produjo después del nombramiento en 1712 de Khudayar-biy Manghit al puesto de ataliq. Su hijo Muhammad Hakim-biy asumió el cargo de divanbegi en la corte de Abulfeyz-khan. En 1715-1716, Khudayar-biy fue destituido de su cargo por iniciativa de Ibrahim-parvanachi de la familia uzbeka de keneges. En 1719-1720, después de la huida de Ibrahim-bey de Bujará, Khudayar-bey, que estaba en Balkh, se le permitió regresar al poder, dándole la herencia de Karshi, que fue el resultado de la política de su hijo Muhammad Hakim-bey. En 1721, Muhammad Hakim-biy fue nombrado ataliq.
Durante la campaña del gobernante afsharí de Persia Nadir Shah a Maverannahr en 1740, Muhammad Hakim-biy fue a negociar la paz con él, salvando así al país de la guerra y fortaleciendo su poder. Tuvo cinco hijos: Muhammad Badal-biy, Kurban-mirahur (fallecido en 1733), Muhammad Rahim, Yav Kashti-biy, Barat-sultan. Su tercer hijo, Muhammad Rahim, se unió a Nadir Shah y participó en sus posteriores campañas.
Desde 1740, el poder real en el janato de Bujará estaba en manos de los últimos ataliqs del clan uzbeko Manghit, Muhammad Hakim-biy (1740-1743), Muhammad Rakhim (1745-1753) y Daniyal-biy (1758-1785). Los kanes de Bujará resultaron ser completamente dependientes de ellos.
En 1747, tras el asesinato de Abulfayz Khan, el poder real quedó completamente en manos de Muhammad Rahim. Hasta 1756, los gobernantes nominales fueron los bebés ashtarjánidas Abdulmumin Khan (1747-1751), Ubaydallah Khan III (1751-1754) y Abulgazi Khan (1754-1756). El propio Muhammad Rahim se casó con la hija de Abulfayz Khan. Bajo Mohammad Rahim Bi, el janato de Bujará pudo expandirse a las regiones de Hissar, Samarcanda, Urgut, la Valle de Zeravshan, Kulab, Jizzakh, e Ura Tepe. En tres años también fue capaz de someter Zamin, Panjakent, y Falgar. Aunque Muhammad Rakhim Khan no era descendiente de Gengis Khan, gracias a una dura política y a una buena organización, logró que se reconociera su poder, ascendió al trono e incluso se hizo con el título de Khan.
Rahim Bi tuvo que suprimir el poder de los caciques locales. Atacó a Turghai Murad Burqut, gobernante de Nurota y de la provincia de Miyankal, entre Samarcanda y Bujará. En 1753, Rahim Bi atacó Urgut y subyugó Shahr-i Sabz, Hissar y Kulab. En 1754 incorporó con éxito Juyand, Taskent, y Turkestán al kanato. En noviembre de 1762, los ejércitos bujaraníes conquistaron la ciudad de Charjuy y sometieron a los turcomanos.

## Cultura
Muhammad Shibani era aficionado a la poesía, y en la actualidad se conservan colecciones de sus poemas en turco. Hay fuentes que afirman que Muhammad Shibani escribió poesía tanto en turco como en persa. El «Divan» de los poemas de Muhammad Shibani, escrito en la lengua literaria túrquica de Asia Central, se conserva actualmente en la colección de manuscritos Topkapi de Estambul. El manuscrito de su obra filosófica y religiosa: "Bahr ul-Khudo", escrito en la lengua literaria turca de Asia Central en 1508, se encuentra en Londres.
Muhammad Shibani escribió poesía bajo el seudónimo «Shibani». Escribió una obra en prosa titulada Risale-yi maarif-i Shibani. Fue escrita en lengua turco-chagatai en 1507, poco después de la toma de Jorasán, y está dedicada a su hijo, Muhammad Timur-Sultán (el manuscrito se conserva en Estambul). Ubaydullah Khan era una persona muy culta, recitaba hábilmente el Corán y lo acompañaba de comentarios en lengua túrquica, era un cantante y músico dotado. La formación del círculo literario más importante de la corte de Maverannahr en la primera mitad del siglo XVI está asociada al nombre de Ubaydullah Khan. El propio Ubaydullah Khan escribió poesía en turco, persa y árabe bajo el seudónimo literario de Ubaydiy. Una colección de sus poemas ha sobrevivido hasta nuestros días.
La historiografía turca aumentó a principios del siglo XVI, aunque su producción fue relativamente escasa. El reinado de Muhammad Shibani Khan influyó en una obra histórica turca de Chagatai, el Shibani-nama, mientras que el, Tawarikh-i Guzida-yi Nusrat-nama, fue patrocinado por el propio Khan. El Khan también inspiró dos historias persas de Bina'i y Shadi, al tiempo que patrocinó las traducciones de seis obras del persa al chaghatai.
En la época de Abu'l-Khayrid en el Janato de Bujará, Agha-i Buzurg o «Gran Dama» fue una famosa mujer erudita-sufí (murió en 1522-23), también fue llamada "Mastura Khatun".
Abd al-Aziz Khan (1540-1550) creó una biblioteca "sin parangón" en todo el mundo. El destacado erudito sultán Mirak Munshi trabajó allí desde 1540. El talentoso calígrafo Mir Abid Khusaini produjo obras maestras en Nastaliq y escritura rayhani. Fue un brillante pintor de miniaturas, maestro de la incrustación y bibliotecario (kitabdar) de la biblioteca de Bujará.<ref>Khasan Nisari. Muzahir al-Ahbab.